# Joo Dai-min
Joo Dai-min (kor. 주대민; * 21. Januar 1988) ist ein südkoreanischer Fußballspieler.

## Karriere
Das Fußballspielen erlernte Joo Dai-min in der Schulmannschaft der Soongsil High School. Seinen ersten Vertrag unterschrieb er 2012 beim thailändischen Erstligisten Saraburi FC in Saraburi. Hier spielte er bis 2015 und absolvierte 83 Spiele. 2016 wechselte er in die Dritte Liga und unterschrieb einen Vertrag in Nong Bua Lamphu bei Nongbua Pitchaya FC. Mit dem Verein wurde er 2016 Meister und stieg somit in die Zweite Liga auf. Seit 2018 ist er vereinslos.

## Erfolge
Nongbua Pitchaya FC
- Regional League Division 2 – Northern Region: 2016  ▲